# بريكينغ ذا هابيت
بريكينغ ذا هابيت (بالإنجليزية: Breaking the Habit)‏ هي أغنية لفرقة الروك الأمريكية «لينكين بارك»، وهي الأغنية التاسعة من الألبوم «ميتيورا» المصدَر عام 2003، وهي الأغنية المنفردة الخامسة والأخيرة منه. حازت الأغنية على المرتبة رقم 20 في الولايات المتحدة، وعلى المرتبة رقم 38 في المملكة المتحدة، تتحدث الأغنية عن شخص يتجه لإيذاء نفسه جسميًا وذهنيًا.